# Ameagari Kesshitai
Ameagari Kesshitai (雨上がり 決死 隊), aussi connu comme Ameagari, est un duo comique japonais (owarai combi) composé de Hiroyuki Miyasako (宫 迫 之 博) et Toru Hotohara (蛍 原 彻). Ils sont originaires d'Osaka, et comme la plupart des autres comédiens de la région du Kansai, ils sont employés par Yoshimoto Kogyo.
Ils sont amis avec Downtown et sont souvent invités dans leur émission Downtown no Gaki no Tsukai ya Arahende!!. Les deux owarai combi sont aussi des habitués de l'émission LINCOLN.

## Membres
Hiroyuki Miyasako (宫 迫 博 之) né le 31 mars 1970 dans l'arrondissement Nishiyodogawa-ku d'Osaka. Il joue le boke, il est marié et a un enfant. il est notoirement narcissique. On le reconnaît pour sa salutation en début d'émission, il pointe les deux index vers les spectateurs et fait une pose "bang bang" et proclame « Je suis Miyasako! ».
Toru Hotohara (蛍 原 彻) né le 8 janvier 1968 à Kadoma, Osaka. Il joue le tsukkomi, mais est capable d'être à la fois un boke et tsukkomi. Marié en 2004, il est connu pour ses cheveux à la coupe au bol et son tempérament vif.

## Émissions
- Tsūkai Akashiya TV (痛快!明石家電視台) (MBS, 1999)
- Nobunaga (ノブナガ) (CBC, 2001)
- Ameagari Kesshitai no Talk Bangumi Ametalk! (雨上がり決死隊のトーク番組アメトーーク!) (TV Asahi, 2003)
- LINCOLN (リンカーン) (TBS, 2005)
- Sukibara (スキバラ) (TV Tokyo, 2006-2009)
- Toriagari Kesshitai Totterman DS (撮り上がり決死隊 トッターマンDS) (2006-2007)
- Ameagari Kesshitai no Chikyū Chōsasen Amedizon (雨上がり決死隊の地球調査船アメディゾン) (2007-2009)
- Ameagari Club (雨上がり食楽部) (Kansai TV, 2010)
- GNN -Geinin News Network- (芸人報道) (Nippon TV, 2010)
- Kakumei TV (最先端IT情報SHOW 革命×テレビ) (TBS, 2010)